# Oscar Winge
Nils Oscar Vilhelm Winge, ursprungligen Svensson, född 27 juni 1884 i S:t Pauli församling i Malmö, död 2 maj 1951 i Limhamn, var en svensk skådespelare, regissör, teaterledare och idrottsman.

## Biografi
Oscar Winge var son till överläraren Anders Svensson och Elna Olsdotter. Han genomgick Dramatiska teaterns elevskola 1902–1903. 1905–1906 tillhörde han Knut Lindroths sällskap och efter ett år vid August Falcks sällskap tillhörde Winge 1907–1908 Svenska Teatern i Helsingfors. 1908–1910 var han anställd hos Hjalmar Selander och återvände 1910 till August Falck på Intima teatern. Sedan Falck lämnat Intima teatern hösten 1910 var Winge en av kandidaterna till ledarskapet för scenen, men Winge hade i stället planer på att driva en intim teater i landsorten. Starten möjliggjordes av att Winge av August Strindberg erhöll tillstånd att uppföra Svanevit, Påsk och Dödsdansen. 1911–1922 bedrev han med några få avbrott egen turnéverksamhet i landsorten. 1922 lät han bygga om Hippodromcirkusen i Malmö och samma år öppnade han där Hippodromteatern med Tor Hedbergs Nationalmonumentet. Winge ledde teatern fram till 1944 och spelade där främst operetter.
1944 överlät han Hippodromen till sin före detta hustru Elsa Winge och tog själv anställning som lyrikchef vid Malmö stadsteater. 
Winge var i början av 1900-talet svensk mästare i tresteg och dansk mästare i spjutkastning.  
Han var gift 1909–1925 med skådespelaren Sonja Vougt och fick med henne barnen Gabriel, Anders, Holger, Ulla och Dordi. 1927–1941 var han gift med skådespelaren Elsa Winge, född Blomquist, och fick med henne sonen Lo. Hon behöll namnet Winge till sin död 1989. Han var därefter gift med den danska dansösen Sonja Pedersen (död 1987).
Oscar Winge är begravd på Sankt Pauli norra kyrkogård i Malmö.

## Filmografi
- 1949 – Hin och smålänningen
- 1948 - Solkatten
- 1946 - Det är min modell
- 1946 – Ballongen
- 1933 – Inled mig i frestelse
- 1916 – Lyckonålen

## Teater

### Roller
| År   | Roll                                                                                             | Produktion                                                                                  | Regi               | Teater                 |
| ---- | ------------------------------------------------------------------------------------------------ | ------------------------------------------------------------------------------------------- | ------------------ | ---------------------- |
| 1906 | Herr X                                                                                           | Paria August Strindberg                                                                     |                    | August Falcks sällskap |
| 1906 | Sergeant Helbig                                                                                  | Tapto (Zapfenstreich) Franz Adam Beyerlein                                                  |                    | August Falcks sällskap |
| 1907 | Petruchio                                                                                        | Så tuktas en argbigga (The Taming of the Shrew) William Shakespeare                         |                    | August Falcks sällskap |
| 1910 | Axel                                                                                             | Kamraterna August Strindberg                                                                |                    | Intima Teatern         |
| 1910 | Fadern                                                                                           | Den objudna gästen (L’Intruse) Maurice Maeterlinck                                          |                    | Intima Teatern         |
| 1935 | Mustapha Bey                                                                                     | Bal på Savoy (Ball in Savoy) Paul Abraham, Alfred Grünwald och Fritz Löhner-Beda            |                    | Hippodromen            |
| 1940 | Pelikan                                                                                          | Cirkusprinsessan (Die Zirkusprinzessin) Julius Brammer, Alfred Grünwald och Emmerich Kálmán | Håkan von Eichwald | Vasateatern            |
| 1940 | Fadern Direktören Trädgårdsdrängen Johan Stationsinspektoren Landshövdingen Operasångaren Smeden | Puzzlespel (Puslespil) Kaj Munk                                                             | Oscar Winge        | Vasateatern            |
| 1944 |                                                                                                  | En midsommarnattsdröm (A Midsummer Night's Dream) William Shakespeare                       | Sandro Malmquist   | Malmö stadsteater      |
| 1948 |                                                                                                  | Antigone Jean Anouilh                                                                       | Stig Torsslow      | Malmö Stadsteater      |

### Regi (ej komplett)
| År   | Produktion                                 | Upphovsmän                                                       | Teater                |
| ---- | ------------------------------------------ | ---------------------------------------------------------------- | --------------------- |
| 1911 | När ungdomen vaknar Frühlingserwachen      | Frank Wedekind                                                   | Oscar Winges sällskap |
| 1926 | Cloclo                                     | Franz Lehár och Béla Jenbach                                     | Djurgårdsteatern      |
| 1936 | Glada änkan Die lustige Witwe              | Franz Lehár, Victor Léon och Leo Stein                           | Folkan                |
| 1940 | Cirkusprinsessan Die Zirkusprinzessin      | Julius Brammer, Alfred Grünwald och Emmerich Kálmán              | Hippodromen           |
| 1940 | Puzzlespel                                 | Kaj Munk                                                         | Vasateatern           |
| 1941 | Ökensången The Desert Song                 | Sigmund Romberg och Oscar Hammerstein                            | Hippodromen           |
| 1941 | Dollarprinsessan Die Dollarprinzessin      | Leo Fall, Alfred Maria Willner och Fritz Grünbaum                | Hippodromen           |
| 1944 | Tre små flickor Drei arme kleine Mädels    | Walter Kollo                                                     | Malmö stadsteater     |
| 1945 | Greven av Luxemburg Der Graf von Luxemburg | Franz Lehár, Leo Stein, Alfred Maria Willner och Robert Bodanzky | Malmö stadsteater     |
| 1945 | Geishan The Geisha, a story of a tea house | Sidney Jones, Owen Hall och Harry Greenbank                      | Malmö stadsteater     |
| 1945 | Giuditta                                   | Franz Lehár, Paul Knepler och Fritz Löhne-Beda                   | Malmö stadsteater     |